# Beth Zalcman
Elizabeth Zalcman (Rio de Janeiro, 22 de outubro de 1960), mais conhecida como Beth Zalcman, é uma atriz, autora e diretora de teatro brasileira. Desde a década de 1990 é preparadora de elenco na Escola Eliezer Max, no Rio de Janeiro.

## Filmografia

### Televisão
| Ano  | Título              | Personagem                      | Notas                                   |
| ---- | ------------------- | ------------------------------- | --------------------------------------- |
| 1991 | Floradas na Serra   | Wanda                           |                                         |
| 2007 | Dicas de um Sedutor | Ana                             | Episódio: "Piloto"                      |
| 2008 | Casos e Acasos      | Zilda                           | Episódio: "A Escolha"                   |
| 2011 | Insensato Coração   | Cida                            |                                         |
| 2013 | Amor à Vida         | Fátima                          |                                         |
| 2014 | Joia Rara           | Salete                          |                                         |
| 2014 | Boogie Oogie        | Juíza                           | Episódio: "4 de agosto"                 |
| 2014 | Conselho Tutelar    | Angela                          | Episódio: "5"                           |
| 2015 | Verdades Secretas   | Vera                            | Episódio: "22 de setembro"              |
| 2015 | Milagres de Jesus   | Léa                             | Episódio: "O Endemoniado de Cafarnaum"  |
| 2016 | Haja Coração        | Diretora do SPA                 |                                         |
| 2016 | Velho Chico         | Sônia                           | Episódio: "30 de setembro"              |
| 2018 | Apocalipse          | Marta Gudman                    |                                         |
| 2019 | Sob Pressão         | Edineide                        | Episódio: "9 de maio"                   |
| 2019 | Jezabel             | Elza Vina                       |                                         |
| 2019 | Órfãos da Terra     | Hamida Yunes                    | Episódios: "31 de agosto–4 de setembro" |
| 2019 | Amor sem Igual      | Augusta Guimarães / Carmem Maia |                                         |
| 2022 | Além da Ilusão      | Stella                          | Episódio: "15 de abril"                 |
| 2022 | Reis                | Queila                          | Fase: A Escolha/ A Perseguição          |
| 2025 | Dona de Mim         | Cida                            | Participação especial                   |
| 2025 | Paulo, o Apóstolo   | Carmi                           |                                         |

### Cinema
| Ano  | Título                              | Personagem              |
| ---- | ----------------------------------- | ----------------------- |
| 2014 | Não Pare na Pista                   | Enfª. Cida              |
| 2017 | Histórias Íntimas                   | Dora                    |
| 2017 | Polícia Federal: A Lei É para Todos | Marisa Letícia da Silva |
| 2020 | Solteira Quase Surtando             | Zélia                   |

## Teatro

### Como atriz
| Ano     | Título                     | Personagem             |
| ------- | -------------------------- | ---------------------- |
| 1984–85 | Ensaio Nº 1                | Marta (mãe do Roberto) |
| 1986    | Faces, o Musical           | Gigi                   |
| 1992–93 | Canto do Lobo              | Carmela                |
| 2012–13 | As Polacas: Flores do Lodo | Liz                    |
| 2015    | Boa Noite, Mãe             | Thelma                 |
| 2015–18 | Brimas                     | Ester                  |
| 2019-23 | A Voz do Silêncio          | Helena Blavatsky       |

### Como autora/diretora
| Ano     | Título                            | Cargo    |
| ------- | --------------------------------- | -------- |
| 1992    | Canto do Lobo                     | Diretora |
| 2015–18 | Brimas                            | Autora   |
| 2018    | O Caso dos Dez Negrinhos          | Autora   |
| 2019    | A Dona dos Lírios                 | Autora   |
| 2019    | Paulo Freire, Andarilho da Utopia | Diretora |

## Prêmios e indicações
| Ano  | Prêmio                 | Categoria    | Indicação         | Resultado | Ref.   |
| ---- | ---------------------- | ------------ | ----------------- | --------- | ------ |
| 2015 | Prêmio Shell           | Melhor Texto | Brimas            | Indicada  | [ 15 ] |
| 2023 | Prêmio Cenym de Teatro | Melhor Atriz | A Voz do Silêncio | Venceu    | [ 16 ] |